# 最后的维加斯
《賭城大丈夫》（英語：Last Vegas）是一部2013年強·托特陶导演的美国喜剧片，米高·德格拉斯、羅拔·迪尼路、摩根·費曼和奇雲·格連主演。美国于2013年11月1日上映。

## 剧情
四个居住在全国各地的60多岁的老友为其中最后一位结束单身的好友比利举办单身派对，而来到拉斯维加斯准备狂欢一次。然而比利和派迪之间却存在着矛盾，原来在派迪的妻子去世时比利没有出席葬礼，而她年轻时是两人共同追求的对象。由于比利的结婚对象只有30多岁，在派迪发现比利对这里的驻唱女歌手戴安娜有好感后，建议比利要做好人生选择，最终比利与戴安娜走到了一起。

## 角色
| 演員          | 角色    | 備註             |
| 米高·德格拉斯 | 比利    |                  |
| 羅拔·迪尼路   | 派迪    |                  |
| 摩根·費曼     | 亞池    |                  |
| 奇雲·格連     | 森      |                  |
| 玛丽·斯汀伯根 | 戴安娜  | 賭城酒吧歌手     |
| 50 Cent       | 50 Cent | 國際級歌手，客串 |

## 制作
2012年11月在拉斯維加斯开拍，11月底移至亚特兰大继续拍摄。

## 评价
影片获得混合评价，烂番茄新鲜度44%，平均得分5.2，一般认为本片是部老年版的《醉后大丈夫》；Metacritic上媒体综评48分。
代表性评价：“影片还是展现出了绝对的诚意，为片中每一位大腕都留够了发挥空间”，“显然这些老家伙们玩的非常开心，四人的表演堪称游刃有余，可惜对于银幕前的观众来说不见得如此”，“公式化设计的剧情中分配了足额的笑料，所以从本质上而言它并不会让你感到沉闷，但也不会有多少惊喜”。

## 票房
美国首周末收获1652万列第三位。次周末收1110万列第四位。